# Torgny T:son Segerstedt

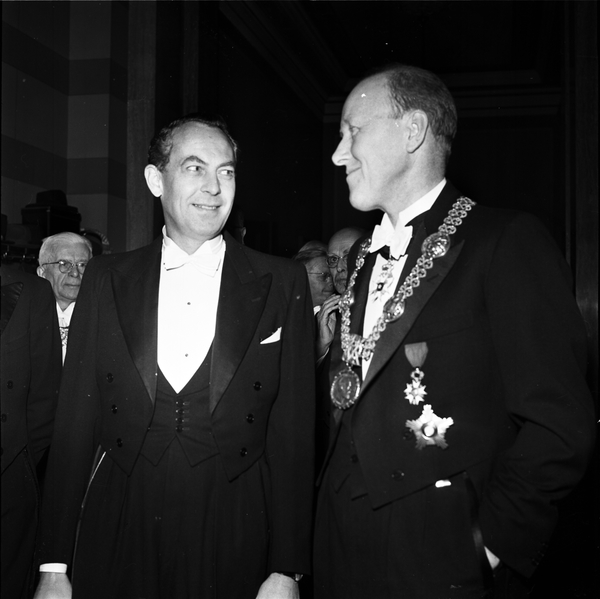
Torgny T:son Segerstedt (rechts) in 1957

Torgny Torgnysson Segerstedt (11 augustus 1908, Mellerud - 28 januari 1999, Uppsala) was een Zweeds filosoof en socioloog.
Segerstedt was doctor in de filosofie en docent praktische filosofie aan de universiteit van Lund vanaf 1934. Van 1938 tot 1947 was hij hoogleraar aan de universiteit van Uppsala, en er daarna ook hoogleraar in de sociologie. Van 1955 tot 1978 was hij rector van de universiteit van Uppsala. In 1975 werd hij lid van de Zweedse Academie, en volgde er Ingvar Andersson op, op zetel 2. 